# Georg Augustin von Khevenhüller

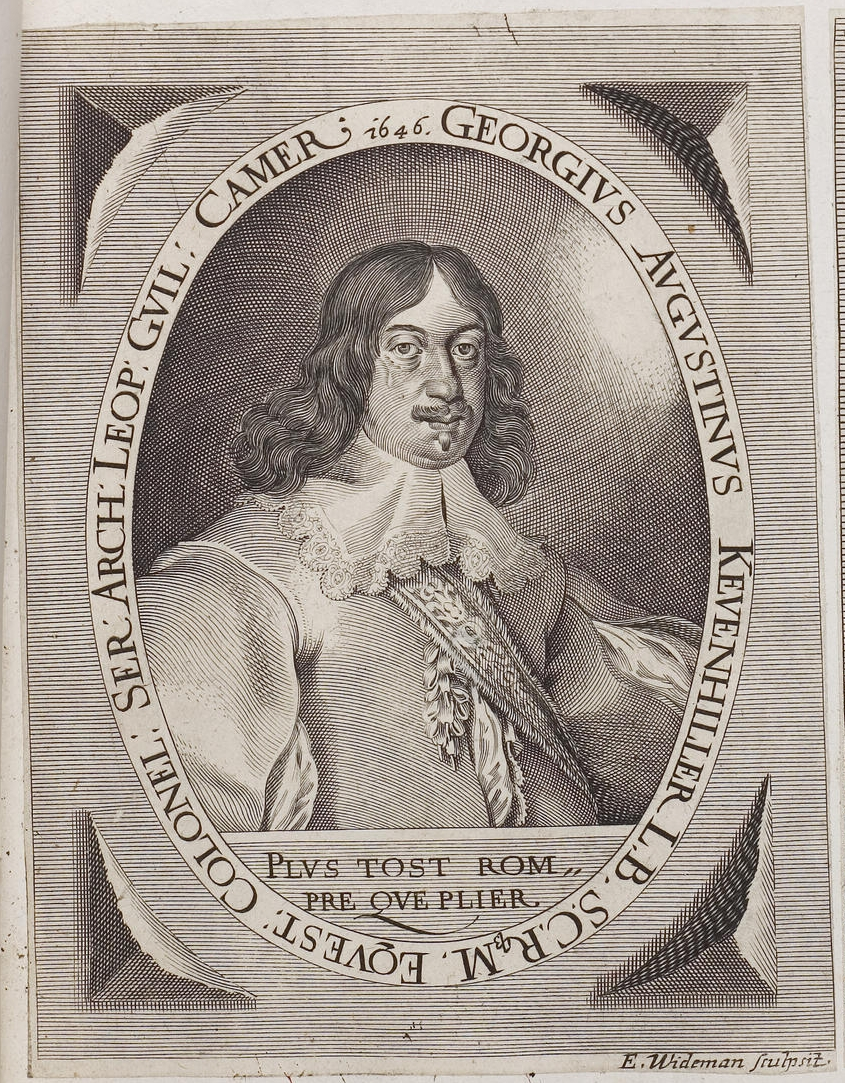
Georg Augustin von Khevenhüller (1615–1653)

Freiherr Georg Augustin von Khevenhüller (* 19. September 1615; † 11. März 1653) war Herr auf Liechtenstein. Ferner war er kaiserlicher Kämmerer, General-Feldmarschall-Lieutenant und Oberst eines Regiments zu Fuß. Er wurde in der Franziskanerkirche von Enzerstorf, in der von ihm erbauten und gestifteten Kapelle, begraben.
Er entstammt der Frankenburgischen Linie der Familie Khevenhüller. Von dem Diplomaten Hanns Khevenhüller († 1606) erbte die Linie die Burg Lichtenstein. Seine Eltern waren Augustin von Khevenhüller und dessen Ehefrau, die Freiin Anna Margaretha von Windisch-Graetz.
Er selbst war zweimal verheiratet. Seine erste Frau war die Gräfin Susanna Felicitas von Losenstein († 1646). Der Ehe entstammen:
- Maria Anna[5] ⚭ Graf Christoph Ferdinand von Rappach auf Altensteig (* 1664; † 1710)[6]
- Ferdinand Joseph (~18. März 1640; † 21. Oktober 1668) ⚭ 1663 Maria Johanna von Wolkenstein

Nach dem Tod seiner ersten Frau heiratete er die Freiin Maria Salome von Regal, Tochter von Georg Siegfried von Regal. Sie war die Witwe von N. N. Bayer von Rauhenstein und heiratete noch 1653 den Reichsgrafen Wilhelm Johann Anton von und zu Daun.